# 311785 Erwanmazarico
311785 Erwanmazarico è un asteroide della fascia principale. Scoperto nel 2006, presenta un'orbita caratterizzata da un semiasse maggiore pari a 2,7966151 UA e da un'eccentricità di 0,2928910, inclinata di 8,58521° rispetto all'eclittica.